# Юхта (Амурская область)
Ю́хта — посёлок в Свободненском районе Амурской области России. Входит в состав Дмитриевского сельсовета.

## География
Посёлок Юхта стоит на правом берегу реки Большая Пёра (приток Зеи).
Посёлок Юхта расположен в 17 км к северу от города Свободный, вблизи автодороги Свободный — Углегорск.
Расстояние до административного центра сельсовета села Дмитриевки — около 4 км (на юг).

## Население
| 2002 | 2010 | 2012 | 2013 | 2014 | 2015 | 2016 |
| ---- | ---- | ---- | ---- | ---- | ---- | ---- |
| 546  | ↘393 | ↗473 | ↗477 | →477 | ↘474 | ↗481 |
| 2017 | 2018 |      |      |      |      |      |
| ↘473 | ↘457 |      |      |      |      |      |

По данным переписи 1926 года по Дальневосточному краю, в населённом пункте числилось 63 хозяйства и 312 жителей (166 мужчин и 146 женщин), из которых преобладающая национальность — украинцы (23 хозяйства).

## Улицы
| - ул. Вокзальная, - ул. Дачная, - пер. Дачный, - пер. Кольцевой, | - пер. Лесной, - ул. Луговая, - пер. Молодёжный, - ул. Школьная. |

## Транспорт
В посёлке расположена станция Юхта Забайкальской железной дороги.